# Chalcolepis truncatus
Chalcolepis truncatus is een keversoort uit de familie kniptorren (Elateridae). De wetenschappelijke naam van de soort is voor het eerst geldig gepubliceerd in 1996 door Punam, Vats & Saini.